# Tratado de asistencia jurídica mutua
Un Tratado de asistencia jurídica mutua (TAJM) es un acuerdo entre dos o más países con el fin de recopilar e intercambiar información en un esfuerzo por hacer cumplir leyes de derecho público o derecho penal.
Los estados modernos han desarrollado mecanismos para solicitar y obtener evidencia para investigaciones criminales y procesamientos. Cuando se necesita la evidencia u otras formas de asistencia legal, como declaraciones de testigos o el servicio de documentos de un soberano extranjero, los estados pueden intentar cooperar informalmente a través de sus respectivas agencias policiales o, alternativamente, recurrir a lo que generalmente se denomina solicitudes para "asistencia legal mutua". La práctica de asistencia legal mutua se desarrolló a partir del sistema basado en cortesía de Carta rogatoria, aunque ahora es mucho más común que los estados realicen solicitudes de asistencia legal mutua directamente a la Autoridad Central designada dentro de cada estado En la práctica contemporánea, tales solicitudes aún pueden hacerse sobre la base de la reciprocidad, pero también pueden hacerse de conformidad con tratados bilaterales y multilaterales que obligan a los países a proporcionar asistencia.
Esta asistencia puede tomar la forma de examinar e identificar personas, lugares y cosas, transferencias de custodia y proporcionar asistencia con la inmovilización de los instrumentos de actividad delictiva. Con respecto a este último, los TAJM entre las naciones de Estados Unidos y el Caribe no cubren la evasión fiscal de los EE. UU. Y, por lo tanto, son ineficaces cuando se aplican a los países del Caribe, que generalmente actúan como "paraíso fiscal offshore.[cita requerida]
La asistencia puede ser denegada por cualquiera de los dos países (según los detalles del acuerdo) por razones políticas o de seguridad, o si el delito en cuestión no es igualmente punible en ambos países. Algunos tratados pueden alentar la asistencia con asistencia legal para nacionales en otros países.
Muchos países pueden brindar una amplia gama de asistencia legal mutua a otros países a través de sus ministerios de justicia, incluso en ausencia de un tratado, a través de investigaciones conjuntas entre las fuerzas de la ley en ambas naciones, solicitudes de divulgación de emergencia, cartas rogatorias, etc. En algunos países en desarrollo, sin embargo, las leyes nacionales pueden crear obstáculos para la cooperación efectiva de las fuerzas del orden y la asistencia legal mutua.

## Ejemplos de TAJM multilaterales
- Convenio sobre asistencia administrativa mutua en materia tributaria.
- Convenio europeo de información sobre derecho extranjero.
- Convenio Europeo de Asistencia Mutua en Materia Penal.
- Convenio europeo sobre la validez internacional de las sentencias penales
- Convención Interamericana sobre Asistencia Mutua en Materia Penal.[2]
- Convención de las Naciones Unidas contra la Delincuencia Organizada Transnacional